# Kutyák és macskák (film)
A Kutyák és macskák (eredeti cím: Cats and Dogs) 2001-ben bemutatott amerikai-ausztrál vegyes technikájú film, amelyben valós és számítógéppel animált díszletek, élő és számítógéppel animált szereplők közösen szerepelnek. A játékfilm rendezője Lawrence Guterman, producerei  Christopher DeFaria, Andrew Lazar, Craig Perry és Warren Zide. A forgatókönyvet John Requa és Glenn Ficarra írta, zenéjét John Debney szerezte. A mozifilm a Cat Fight Pictures, a Village Roadshow Pictures, az NPV Entertainment, a Mad Chance és a Zide/Perry Productions gyártásában készült, a Warner Bros. Pictures forgalmazásában jelent meg. A film története John Requa és Glenn Ficarra eredeti ötlete alapján a kutyák és macskák ősi ellenségeskedését ábrázolja.
Amerikában 2001. október 7-én, Magyarországon 2001. október 25-én mutatták be a mozikban.

## Cselekmény
|  | Alább a cselekmény részletei következnek! |

Amióta világ a világ, ősi ellenségeskedés folyik a kutyák és a macskák között. Az emberek háta mögött a két fél foggal-körömmel küzd egymás ellen, szupertitkos állati mozgalmakba szerveződve. Jelenleg a kutyák azon fáradoznak, hogy megvédjék az emberiséget egy fanatikus macskamozgalomtól. Vezetőjük az elvetemült perzsa macska, Mr. Csingiling, aki a Föld teljes elmacskásítását tervezi. Egy neves tudós, Charles Brody professzor a kutyaallergia gyógyszerét kutatja, amire a macskák szívesen rátennék galád mancsaikat; céljuk, hogy a szert a visszájára fordítva minden ember allergiás legyen a kutyákra.
A macskáknak sikerül likvidálniuk a Brody család házőrzőjét, aki a kutyaügynökség egyik tagja. A szervezet egy új ügynököt küld a helyére, ám egy véletlen folytán Lou, a tapasztalatlan beagle kölyök keveredik a családhoz. Itt megismerkedik Butch-al, Lesivel és Sammel, akik szintén az ügynökség tagjai, és a professzor gyógyszerének védelméért felelnek. Mivel Lou közvetlenül a házban él, ahol a professzor laborja áll, így a macskák új célpontjává válik. Számtalan kísérletet tesznek a kiiktatására, ám Lou minden alkalommal túljár az eszükön, ravaszságának köszönhetően. Ezzel egyre feljebb kerül az ügynökségi ranglétrán, ám közben rádöbben, hogy kezdi megszeretni újdonsült gazdáit, különösen a kis Brody csemete kerül közel a szívéhez. Egyre inkább azon tépelődik, vajon titkos ügynök akar-e lenni vagy átlagos házikutya?
Közben a macskák újabb lépésre készülnek a kutyák ellen: elrabolják a Brody családot, és az életüket veszélyeztetve követelik az allergiagyógyszert. A kutyaügynökség úgy dönt, feláldozza a családot, hogy megmentsék az emberiséget a macskamozgalomtól. Lou azonban mindenképp meg akarja menteni a családot, ezért átadja a macskáknak a gyógyszert, ám ők nem tartják be az alku másik felét. A szert méreggé alakítva arra készülnek, hogy egerek millióival széthordják az allergiakórt a világban, aminek következtében az emberek eltaszítanának maguktól minden kutyát. A kutyák egy kisebb csapata azonban Lou vezetésével harcba száll a macskák ellen, és megakadályozzák gonosz tervüket. Lou szerencsésen kimenti a gazdáit a rabságukból, ám közben kishíján odavész egy épületben keletkezett tűzben. Tettével igazi hős válik belőle mind a kutyák, mind a Brody család szemében.
Néhány hónappal később Butch meglátogatja Lout, aki boldogan játszadozik a gazdáival; az ügynökösködés helyett végül a normális házőrző-életet választotta. A macskák bukása után Mr. Csingilingből házicica lesz a régi gazdájának a szobalányánál, aki mindenféle megalázó, lányos jelmezekbe öltözteti őt.
|  | Itt a vége a cselekmény részletezésének! |

## Szereplők
| Élőszereplő           | Élőszereplő           | Színész               | Magyar hang          |
| --------------------- | --------------------- | --------------------- | -------------------- |
| Brody professzor      | Brody professzor      | Jeff Goldblum         | Szabó Sipos Barnabás |
| Mrs. Brody            | Mrs. Brody            | Elizabeth Perkins     | Hegyi Barbara        |
| Scotty Brody          | Scotty Brody          | Alexander Pollock     | Baradlay Viktor      |
| Sophie, a cseléd      | Sophie, a cseléd      | Miriam Margolyes      | Halász Aranka        |
| Mr. Mason             | Mr. Mason             | Myron Natwick         | Holl János           |
| Mrs. Calvert          | Mrs. Calvert          | Doris Chillcott       | Némedi Mari          |
| Pités anyuka          | Pités anyuka          | Kirsten Robek         | Simon Eszter         |
| Farmer                | Farmer                | Frank C. Turner       | Dobránszky Zoltán    |
| Őr a gyárkapunál      | Őr a gyárkapunál      | Mar Andersons         | Petrik Péter         |
| Recepciósnő a gyárban | Recepciósnő a gyárban | Gillian Barber        | Illyés Mari          |
| Joggingoló nő         | Joggingoló nő         | Alicia Michelle       | F. Nagy Erika        |
| Sophie nővérei        | Sophie nővérei        | Carol Ann Susi        | Simon Eszter         |
| Sophie nővérei        | Sophie nővérei        | Randi Kaplan          | Némedi Mari          |
| Sophie nővérei        | Sophie nővérei        | Mary Bogue            | Pásztor Erzsi        |
| Animált szereplő      | Animált szereplő      | Eredeti hang          | Magyar hang          |
| Magyar név            | Angol név             | Eredeti hang          | Magyar hang          |
| Lou                   | Lou                   | Tobey Maguire         | Csőre Gábor          |
| Butch                 | Butch                 | Alec Baldwin          | Dörner György        |
| Mr. Csingiling        | Mr. Tinkles           | Sean Hayes            | Haumann Péter        |
| Calico                | Calico                | Jon Lovitz            | Kerekes József       |
| Ivy                   | Ivy                   | Susan Sarandon        | Pálos Zsuzsa         |
| Lesi                  | Peek                  | Joe Pantoliano        | Cseke Péter          |
| Sam                   | Sam                   | Michael Clarke Duncan | Vass Gábor           |
| Masztiff              | The Mastiff           | Charlton Heston       | Kránitz Lajos        |
| Az orosz macska       | The Russian Cat       | Glenn Ficarra         | Bolla Róbert         |
| Wolf Blitzer          | Wolf Blitzer of CNN   | Paul Pape             | Kardos Gábor         |
| Dobermann             | Dobermann             | Victor Wilson         | Kajtár Róbert        |
| Collie                | Collie                | Salome Jens           | Fabó Györgyi         |
| Német juhász          | German Sheepdog       | Charles Howerton      | Rudas István         |
| Nindzsa-macskák       | Ninja cats            | Danny Mann            | Szokol Péter         |
| Nindzsa-macskák       | Ninja cats            | Billy West            | Vizy György          |

## Folytatás
A film folytatása 2010-ben jelent meg Kutyák és macskák: A rusnya macska bosszúja címmel.

## Díjak és jelölések
Arany Málna díj (2002)
- díj: legrosszabb férfi mellékszereplő (Charlton Heston)

## Televíziós megjelenések
HBO, RTL Klub, RTL II, Cool, Film+, RTL Három